# Bakugan (série)
 (juillet 2024).
La mise en forme du texte ne suit pas les recommandations de Wikipédia : il faut le « wikifier ».
Les points d'amélioration suivants sont les cas les plus fréquents. Le détail des points à revoir est peut-être précisé sur la page de discussion.
- Les titres sont pré-formatés par le logiciel. Ils ne sont ni en capitales, ni en gras.
- Le texte ne doit pas être écrit en capitales (les noms de famille non plus), ni en gras, ni en italique, ni en « petit »…
- Le gras n'est utilisé que pour surligner le titre de l'article dans l'introduction, une seule fois.
- L'italique est rarement utilisé : mots en langue étrangère, titres d'œuvres, noms de bateaux, etc.
- Les citations ne sont pas en italique mais en corps de texte normal. Elles sont entourées par des guillemets français : « et ».
- Les listes à puces sont à éviter, des paragraphes rédigés étant largement préférés. Les tableaux sont à réserver à la présentation de données structurées (résultats, etc.).
- Les appels de note de bas de page (petits chiffres en exposant, introduits par l'outil «  Source ») sont à placer entre la fin de phrase et le point final[comme ça].
- Les liens internes (vers d'autres articles de Wikipédia) sont à choisir avec parcimonie. Créez des liens vers des articles approfondissant le sujet. Les termes génériques sans rapport avec le sujet sont à éviter, ainsi que les répétitions de liens vers un même terme.
- Les liens externes sont à placer uniquement dans une section « Liens externes », à la fin de l'article. Ces liens sont à choisir avec parcimonie suivant les règles définies. Si un lien sert de source à l'article, son insertion dans le texte est à faire par les notes de bas de page.
- La présentation des références doit suivre les conventions bibliographiques. Il est recommandé d'utiliser les modèles {{Ouvrage}}, {{Chapitre}}, {{Article}}, {{Lien web}} et/ou {{Bibliographie}}. Le mode d'édition visuel peut mettre en forme automatiquement les références.
- Insérer une infobox (cadre d'informations à droite) n'est pas obligatoire pour parachever la mise en page.

Pour une aide détaillée, merci de consulter Aide:Wikification.
Si vous pensez que ces points ont été résolus, vous pouvez retirer ce bandeau et améliorer la mise en forme d'un autre article.
Bakugan Legends
Bakugan (爆丸バトルクラン, Bakugan Batoru Kuran) est une série télévisée d'animation canado-américano-japonaise produite par Spin Master Entertainment et TMS Entertainment, diffusée en streaming du 1er septembre 2023 au 8 janvier 2024 sur Netflix, et enfin à la télévision du 23 septembre 2023 au 30 mars 2024 sur Disney XD aux États-Unis.
En France, les 9 premiers épisodes de la série ont mis en ligne sur YouTube depuis le 20 octobre 2023.

## Fiche technique
- Titre original: Bakugan: Battle Clan
- Titre français : Bakugan
- Réalisation : Kazuya Ichikawa
- Scénario : Isao Murayama
- Character designer : Mari Takada
- Produite : Spin Master Entertainment
- Animation : TMS Entertainment et Studio Hibari
- Pays de production: Canada et Japan

## Distribution

### Voix originales
- Mike Taylor : Dan Kouzo
- Sephira Bukusa : Griffin Tessly
- Kaya Kanashiro : Mia Ono
- Julia Pulo : Juno Reyes
- Desmond Sivan : Thunder Crunch
- Matt Folliott : Chip
- Carson Gale : Kage
- Tyler Barish : Backstage
- Jamie Joe Gonzaga : Ace
- Ali Badshah : Vakar

### Voix québécoises
- Philippe Vanasse-Paquet : Dan Kouzo
- Sandrine Fagnant : Mia Ono
- Xiao Yi Hernan : Griffin Tessly
- Elisabeth Gauthier Pelletier : Juno Reyes

## Épisodes
1. Feu dans le ciel / Prêts à se déchaîner ! (Fire in the Sky/Ready to Rampage)
2. À dos de Dino / Pas de retour en arrière (Tyrannosaurus Flex/Le There Be Lava)
3. Le Clan marginal / Combattre à tout prix (Bunch of Misfits/Brawl or Nothing)
4. À bas les règles / Un caractère en or (Rules are Boring/A Handful of Gold!)
5. Seuls au MOD / Titre français inconnu (MOD Alone/Throw Some Shade)
6. Titre français inconnu / Titre français inconnu (Viva Corndogs/Hard Water)
7. Titre français inconnu / Titre français inconnu (Octogan Wrond!/Eat Meat)
8. Titre français inconnu / Titre français inconnu (The Sound of Pickles/Off the Radar)
9. Titre français inconnu / Titre français inconnu (The Worst Idea of All/There is no Dr. Raptor)
10. Titre français inconnu / Titre français inconnu (Bombzookas Away/You're Welcome)
11. Titre français inconnu / Titre français inconnu (Just Jump In/B.A.M. Boost)
12. Titre français inconnu / Titre français inconnu (Terrible Bitter History/We're Great with Rodents!)
13. Titre français inconnu / Titre français inconnu (For the Fate of the Misfit Clan/My Fingers were Crossed!)
14. Titre français inconnu / Titre français inconnu (Neutralizer Full Power!/Hello? Mr. Mask Guy...)
15. Titre français inconnu / Titre français inconnu (Sorry Mia's Dad/Flown Off Course)
16. Titre français inconnu / Titre français inconnu (The Best of the Best/We're All in Trouble)
17. Titre français inconnu / Titre français inconnu (That Hit the Spot/Drink the Burn)
18. Titre français inconnu / Titre français inconnu (Prank the Prankster/Thanks for the Support)
19. Titre français inconnu / Titre français inconnu (Someone Stop Me!/I Can't Take It, I Can't!)
20. Titre français inconnu / Titre français inconnu (Knocking on the Door of your Mind/Can't Argue with That)
21. Titre français inconnu / Titre français inconnu (The Secrets, The Lies/Sayonara, Misfit Clan)
22. Titre français inconnu / Titre français inconnu (A New Future/I Missed Breakfast)
23. Titre français inconnu / Titre français inconnu (His Strength is Now our Strength/Broke This World)
24. Titre français inconnu / Titre français inconnu (Thunder Crunch of the Misfit Clan/Seek Shelter Immediately)
25. Titre français inconnu / Titre français inconnu (Don't Fight for Me/Destroy It All!)
26. Titre français inconnu / Titre français inconnu (Lesser Lifeforms/Exploding Sphere)